# Cucina spagnola

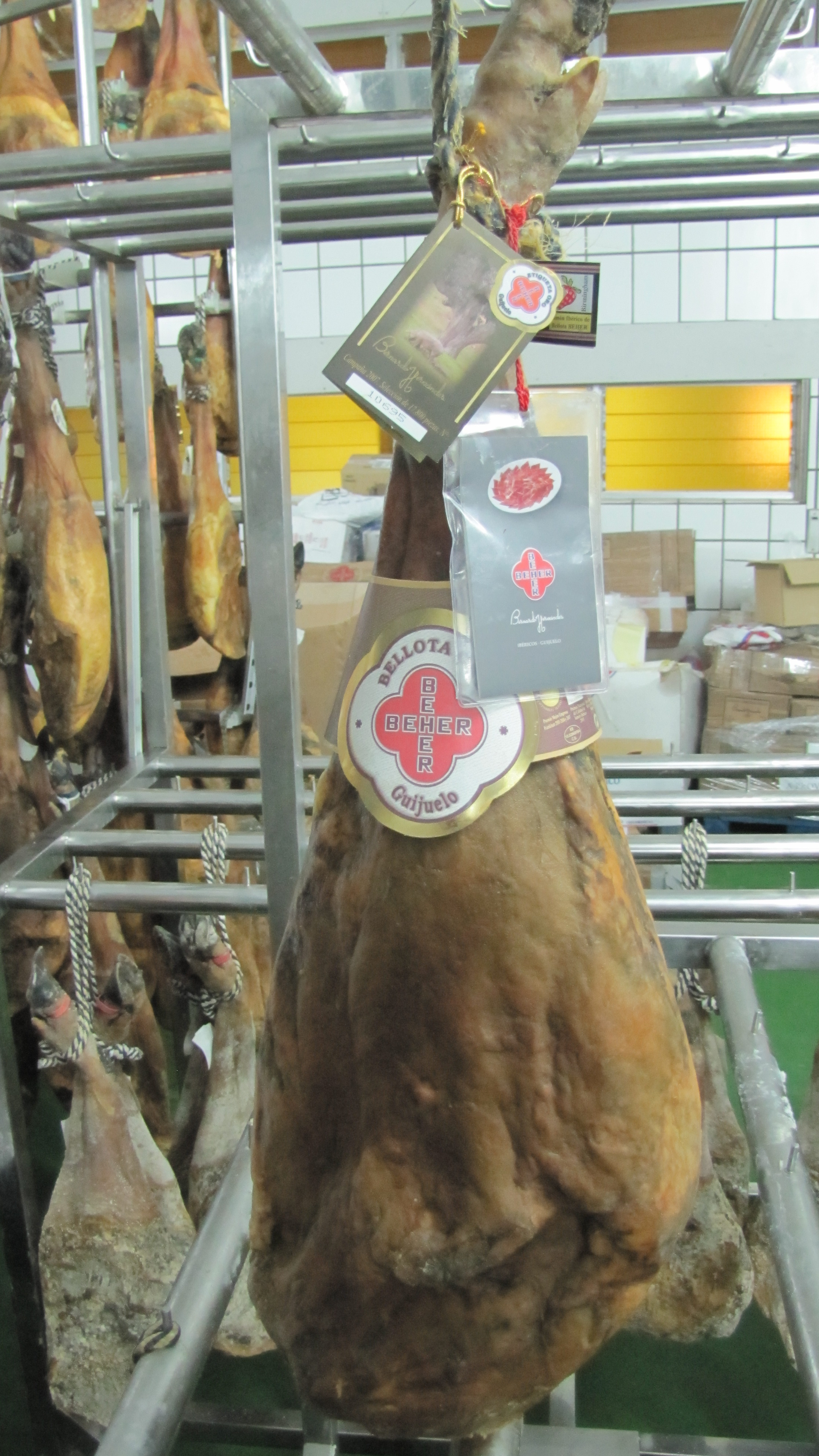
BEHER "Bellota Oro", fatto a Guijuelo, è stato scelto come "miglior prosciutto del mondo" nel IFFA Delicat nel 2007 e nel 2010

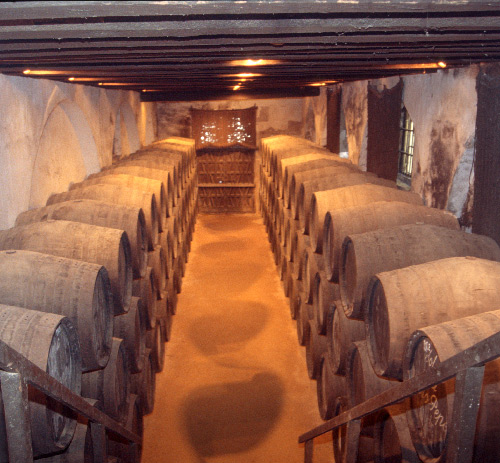
Vini di Jerez

La cucina spagnola è fortemente radicata nelle tradizioni più antiche e ha il merito di aver promosso dall'inizio del XVI secolo l'ingresso di prodotti nuovi in Europa (patata, pomodoro, mais, cacao, fagioli, ecc.) provenienti dalle Americhe.
I piatti tipici più noti all'estero sono la paella (riso, zafferano con frutti di mare o carne) e il gazpacho (zuppa fredda a base di pomodori, peperoni, cetrioli e cipolla).

## Storia

### Periodo medievale
I piatti si dividevano in pietances, piatti a base di carne e pesce di consistenza piuttosto solida, tra cui arrosti, bolliti e empanadas, e cuines, piatti di consistenza pastosa o liquida da bere in ciotole o scodelle e si suddividevano a loro volte in cuines mangiate con il pane e cuines da mangiare con il cucchiaio come le zuppe.

### Periodo contemporaneo
Oggi la cucina spagnola è divisa tra i grandi cuochi spagnoli che hanno avuto un riconoscimento internazionale come Ferran Adrià, esponente della gastronomia molecolare, e Santi Santamaria che hanno portato alla ribalta i loro ristoranti: il Bulli, il Racò de Can Fabes e l'attenzione alle cucine regionali grazie alla forte autonomia politica di cui godono le comunità autonome (il corrispettivo delle regioni italiane) che incoraggiano la gastronomia locale o in caso non esista creano una tradizione fenomenale il quale nome ="Storia della Spagna"/.

## Manuali di cucina spagnoli
Di seguito in ordine cronologico una serie di manuali e trattati della cucina spagnola.

### Periodo medievale
- Llibre de Sent Soví (Catalogna 1330 ca.)
- Si vols apareylar bé de meynar (Catalogna 1330 ca.)
- Llibre de totes maneres de confits (Catalogna)
- Arte Cisoria (Arte di tagliare con il coltello) di Enrique de Villena (1423)
- Llibre del coch (Libro de cocina) di Robert de Nola, ricettario catalano del 1480

### Periodo moderno
- Libro del Arte de cozina di Diego Granado (Madrid 1611)
- Libro del Arte de cocina di Domingo Hernández de Maceras (Oviedo 1607)
- Arte de cocina, de pastelerìa, vizcocherìa y conserverìa di Francisco Martines Montiño[2] (Madrid 1611)
- Nuevo arte de cocina di Juan Altimiras
- El cocinero religioso di Antonio Salsete
- Avisos y instrucciones per lo principiant cuyner
- Arte de la repostèria di Juan de la Mata

### XIX e XX secolo
- El Practicón. Tratado completo de cocina al alcance de todos y aprovechamiento de sobras di Angel Muro (sec. XIX)
- Guía del buen comer español di Post-Thebussem, pseudonimo di Dioniso Péres
- La nueva cocina elegante española di Ignasi Domènech[3]
- La cocina de ellas. Gastronomìa elementar y superior di Teodoro Bardají[4]
- Llibre de la cuina catalana di Ferran Agullò
- La teca. La veritable cuina casolana de Catalunya di Ignasi Domènech
- La cocina vasca (Laurak-Bat) di Ignasi Domènech

### Periodo franchista
- Cocina de recursos di Ignasi Domènech
- Cocina regional española, Ricettario della sezione femminile della Falange spagnola
- Enciclopedia culinaria. La cocina completa di Maria Mestayer de Echagüe[5]
- Culinaria. Nuevo tratado de cocina di José Rondissoni
- Nuestra cocina: Gastronomìa e historia di Nestor Luján[6] e Juan Perucho
- El que hem menjat di Josep Pla
- A cociña galega di Alvaro Cunqueiro

## Piatti
Tra gli antipasti ( “aperitivo" ), le preparazioni più tipiche sono i frutti di mare (mariscos), olive verdi e nere, salumi e il salchichon di Vic. Gli aperitivi sono noti anche come tapas, o anche pincho nel Paese basco. Tra gli antipasti caldi ricordiamo la tortilla de patatas (frittata con patate) che si serve soprattutto come piatto forte e preparata secondo molte varianti.
La paella, la preparazione più conosciuta della cucina spagnola, è un piatto unico preparato con riso, carne di pollo, coniglio, pesce (gamberoni e scampi), frutti di mare (mitili e vongole), verdure (pomodori, peperoni, piselli o taccole). Il termine spagnolo "paella" si riferisce alla padella che si usa per cucinare questa pietanza, la "paellera" (padella di ferro larga e dai bordi bassi munita di due manici). Tra le minestre, quella calda più nota è la sopa de ajo (zuppa d'aglio), tra quelle fredde il gazpacho (zuppa di vegetali crudi) e il salmorejo (zuppa di pomodoro tipica di Cordova).
Anche le pietanze di carne e pesce sono varie e gustose. Altro piatto importante di origine contadina è il cocido, un bollito misto preparato con tipi diversi di carne a seconda delle regioni e con differenti verdure e legumi. Un'altra preparazione caratteristica è il cochinillo (porcellino neonato) arrostito al forno. I piatti di pesce, invece, trovano le migliori caratteristiche nella zuppa zarzuela de mariscos, nel baccalà alla vizcayna e nel merluzzo alla basca.
Come contorno il più importante è il pisto manchego, fatto con pomodori, cipolla, melanzane e zucchine tagliati a pezzi e cucinati in padella con olio per circa 30 minuti. Un altro contorno è la gachamiga, a base di farina. Un piatto tipico spagnolo è "l'Arròs negre" tradotto "il riso nero".

## Bevande
L'aspetto vinicolo in Spagna è imponente e di qualità. I più famosi e venduti sono i vini di Ribera del Duero e di Rioja, quelli di Jerez, i vini molto alcolici Valdepenas e i pregiati vini spumante della Catalogna. Derivato del vino è invece la sangria.
Sono diffuse anche la birra (cerveza) e il sidro (sidra), quest'ultimo soprattutto nelle regioni atlantiche.
La leche merengada è una bevanda tipica a base di latte e albumi, addolcita con zucchero e aromatizzata alla cannella. Noto anche lo sherry.